# Фуццу

35°18′15″ пн. ш. 139°51′25″ сх. д. / 35.30417° пн. ш. 139.85694° сх. д.
Фу́ццу (яп. 富津市, ふっつし, МФА: [ɸut̚.t͡su̥ ɕi]) — місто в Японії, в префектурі Тіба.

## Короткі відомості
Розташоване в південно-західній частині префектури, на заході півострова Босо, на березі Токійської затоки. Виникло на основі декількох сільських поселень раннього нового часу. В 19 столітті було місцем розташування гарнізону і флотилії, покликаних захищати Токійську затоку від вторгнення суден колоніальних держав Європи та США. Складова Токійсько-Тібського промислового району. Основою економіки є металургія, туризм. Станом на 1 жовтня 2008 площа міста становила 205,35 км². Станом на 1 січня 2009 населення міста становило 48 481 осіб.

## Міста-побратими
- Косю, Японія (1977)
- Карлсбад, США (1988)